# Хэкворт, Дэвид Хаскелл
Дэвид Хаскелл Хэкворт (англ. David Haskell Hackworth; 11 ноября 1930 — 4 мая 2005) — полковник Армии США, военный журналист, известный своей критикой в адрес американских вооружённых сил. Считается одним из самых награждённых военнослужащих США периода Вьетнамской войны.

## Биография

### Военная служба
Дэвид Хэкворт родился в Санта-Монике, Калифорния, в День ветеранов. Детство у него было трудным — родители умерли, когда ему не исполнилось и года, ребёнка воспитывала бабушка. В 14 лет он сбежал из дома и стал моряком торгового флота в конце Второй мировой войны. В 15 лет Хэкворт вступил в Армию США, солгав о своём возрасте. Свой первый опыт военной службы он получил в составе оккупационных войск в Триесте, находившихся под британским командованием.
После начала Корейской войны сержант Хэкворт пошёл на фронт добровольцем. Боевую карьеру начал с настроем, которое он позже назвал «убей коммуняку ради мамочки» (kill a commie for mommie). Он отслужил два срока в разведывательных и пехотных подразделениях 25-й и 40-й пехотных дивизий, получил ряд наград за храбрость, был произведён в офицеры и к концу войны стал самым молодым капитаном в американской армии на тот момент. После Кореи он демобилизовался, но быстро устал от гражданской жизни и в 1956 году вернулся на военную службу. Находился в Германии во время Берлинского кризиса 1961 года.
Сразу после того, как президент Кеннеди объявил об отправке военных советников в Южный Вьетнам, Хэкворт попросился туда добровольцем; ему было отказано по причине того, что у него было «слишком много» боевого опыта (в то время предполагалось, что советники не будут принимать участия в боевых действиях). Позднее, после начала полномасштабного американского вмешательства во Вьетнамскую войну, Хэкворт всё-таки попал во Вьетнам. Сначала, в 1965—1966 годах, он служил в 101-й воздушно-десантной дивизии и принял участие в крупном сражении при Туморонг (июнь 1966 года). После первого срока службы последовала штабная работа в Пентагоне, затем он вернулся во Вьетнам вместе с известным военным историком генералом «Слэмом» Маршаллом, изучая тактику действий американских войск и противника. Вместе они написали книгу «Вьетнамский учебник» (The Vietnam Primer), но за время работы с Маршаллом Хэкворт успел избавиться от иллюзий в отношении этого достаточно неоднозначного историка. Далее Хэкворт командовал батальоном 9-й пехотной дивизии в дельте Меконга, за десять недель превратив слабое подразделение в эффективную боевую единицу, обученную партизанской тактике Мао Цзэдуна, Че Гевары и НФОЮВ. Также он был советником в частях южновьетнамской армии. Всего Хэкворт провёл на этой войне четыре срока службы — притом, что редко кто оставался во Вьетнаме на третий срок.
После возвращения из Вьетнама Хэкворт получил распоряжение отправиться учиться в Армейский военный колледж, что открывало путь к генеральскому званию. Но у него не было желания становиться генералом. Более того, к началу 1970-х годов Хэкворт, проведя в армии четверть века, получив огромный боевой опыт и будучи одним из самых награждённых солдат в рядах вооружённых сил США, полностью разочаровался как во Вьетнамской войне, так и в армейской службе. В 1971 году он выбросил свои боевые награды и ушёл в отставку после скандального интервью телеканалу ABC, в котором резко раскритиковал войну (в частности, заявил, что она не может быть выиграна, и предсказал год падения Сайгона — по разным версиям, точно или с ошибкой в один год). В это же время он развёлся с женой.

### В отставке
Покинув армию, Хэкворт переехал в Австралию и организовал там прибыльный бизнес, а также отметился в австралийском антиядерном движении. В 1980-х годах вернулся в Америку и стал военным обозревателем. Неоднократно выступал по телевидению и радио как военный эксперт. В середине 1990-х годов вокруг его имени разгорелся новый скандал. Хэкворт провёл расследование относительно наград адмирала Джереми Бурды, тогдашнего руководителя операциями ВМС США, и заявил, что Бурда носил на двух полученных во Вьетнаме наградах литеру V (означающую, что они получены за храбрость в бою), не имея на то права. Он собирался взять у Бурды интервью, однако не успел: адмирал покончил жизнь самоубийством. После этого случая телекомпании CNN и NBC изучили награды самого Хэкворта и заявили, что он безосновательно присвоил себе нашивку рейнджера и один Крест лётных заслуг.
Выступал с критикой методов ведения Иракской войны. Заявил, что оккупационная фаза войны проходит как одно из самых больших «снафу» в американской военной истории. Вплоть до своей смерти занимал пост председателя созданной под его влиянием организации «Солдаты за правду», целью которой является информирование общественности о состоянии вооружённых сил США и борьба за реформы в них.
Умер от рака в Тихуане, Мексика, в мае 2005 года. Существует (неподтверждённое) предположение, что его заболевание было вызвано контактом с химическим веществом «Агент Блю», во время Вьетнамской войны использовавшимся в качестве дефолианта вместе с гораздо более известным «Агент Оранж».
Генерал Крейтон Абрамс, командующий войсками США и союзников во Вьетнаме в период 1968—1972 годов, назвал Дэвида Хэкворта «лучшим батальонным командиром, какого я когда-либо видел». Солдаты, служившие в 9-й пехотной дивизии под его командованием, безуспешно пытались убедить Пентагон вручить Хэкворту высшую военную награду США — Медаль Почёта (во Вьетнаме его представляли к ней трижды).

## В искусстве
Считается, что Хэкворт послужил прототипом подполковника Килгора в фильме «Апокалипсис сегодня» (1979).

## Награды
За время службы Дэвид Хэкворт получил более 90 различных наград, в частности:
- Крест «За выдающиеся заслуги» (вторая по значимости боевая награда Армии США, с дубовыми листьями) — два;
- Серебряная звезда (третья по значимости боевая награда Армии США, с девятью дубовыми листьями) — десять;
- Орден «Легион Почёта» (с тремя дубовыми листьями) — четыре;
- Бронзовая звезда — восемь;
- Пурпурное сердце (медаль за ранение) — восемь;
- Крест лётных заслуг;
- Медаль Победы во Второй мировой войне.

## Книги
- About Face: The Odyssey of an American Warrior
- Steel My Soldiers' Hearts
- Hazardous Duty
- Price of Honor
- Brave Men
- The Vietnam Primer (совместно с С. Л. А. Маршаллом)